# Oxyethira boreella
Oxyethira boreella är en nattsländeart som beskrevs av Bo W. Svensson och Bo Tjeder 1975. Oxyethira boreella ingår i släktet Oxyethira och familjen smånattsländor. Enligt den finländska rödlistan är arten nära hotad i Finland. Arten är reproducerande i Sverige. Artens livsmiljö är källmiljöer. Inga underarter finns listade i Catalogue of Life.